# Anders Hallström (jurist)
Anders Lennart Hallström, född 21 januari 1919 i Simtuna, död 30 januari 2013, var en svensk jurist som var lagman i Leksands tingsrätt från 1971 till 1985.
Hallström blev juris kandidat vid Uppsala universitet 1942 och genomförde tingstjänstgöring 1942–1945 innan han blev fiskal vid Svea hovrätt 1946, där han utsågs till hovrättsråd 1963. Han var häradshövding i Nedansiljans domsaga 1964–1970 vilket övergick i att vara lagman i Nedansiljans tingsrätt/Leksands tingsrätt 1971–1985.
Hallström var son till lantbrukare Leonard Hallström och han maka Ester, född Andersson. Han var gift från 1957 med textilläraren Kerstin Hallström, född Jonason 1931, död 2013.